# Miguel María Lasa Urquía
Miguel María Lasa Urquía, (Oiartzun, 4 de novembre de 1947) és un ciclista basc, ja retirat, que fou professional entre 1969 i 1981, en què aconseguí 76 victòries. Era anomenat Lapa.
Un germà seu també fou ciclista professional. Abans de la seva arribada al professionalisme va prendre part en els Jocs Olímpics de Mèxic de 1968 en la prova de ciclisme en ruta individual.
Va guanyar etapes a les tres grans voltes, si bé els millors resultats els aconseguí a la Volta a Espanya, en què pujà al podi en quatre ocasions, dos com a segon i dos com a tercer i en què guanyà sis etapes. També va guanyar tres etapes al Giro d'Itàlia i dues al Tour de França.

## Palmarès
- 1967
  -  Campió d'Espanya de Muntanya
  - 1r a la Prova de Legazpi
  - Vencedor d'una etapa al Cinturó a Mallorca
- 1969
  -  Campió d'Espanya de Muntanya
  - 1r al Campionat d'Espanya per regions de contrarellotge (amb Guipuzcoa)
  - 1r al GP Villafranca de Ordizia
- 1970
  - 1r al Campionat d'Espanya de ciclisme per regions de contrarellotge (amb Guipuzcoa)
  - Vencedor d'una etapa del Giro d'Itàlia
  - Vencedor d'una etapa de la Volta a Catalunya
  - Vencedor de 2 etapes de la Volta a Llevant
  - Vencedor d'una etapa de la Vuelta a los Valles Mineros
- 1971
  -  Campió d'Espanya de Muntanya (Gran Premi Navarra)
  - 1r al Campionat d'Espanya de ciclisme per regions de contrarellotge (amb Guipuzcoa)
  - 1r de la Volta a Mallorca i vencedor d'una etapa
  - 1r al G.P. Cuprosan
  - Vencedor de 3 etapes de la Volta a Euskadi
  - Vencedor d'una etapa de la Volta a Astúries
- 1972
  -  Campió d'Espanya de Muntanya
  - 1r al Campionat d'Espanya de ciclisme per regions de contrarellotge (amb Guipuzcoa)
  - 1r de la Setmana Catalana i vencedor de 2 etapes
  - Vencedor de 2 etapes a la Volta a Espanya
  - Vencedor d'una etapa al Giro d'Itàlia
  - 1r a la Volta a Menorca i vencedor d'una etapa
- 1973
  - 1r al Gran Premi de Primavera
  - 1r de la Volta a Mallorca i vencedor d'una etapa
- 1974
  - 1r al Campionat d'Espanya de ciclisme per regions de contrarellotge (amb Guipuzcoa)
  - 1r a la Volta a Euskadi i vencedor d'una etapa
  - 1r al Gran Premi Navarra
  - 1r a la Clàssica de Sabiñánigo
  - Vencedor d'una etapa de la Volta a Astúries
  - Vencedor d'una etapa de la Volta a Catalunya
  - Vencedor d'una etapa de la Vuelta a Mallorca
- 1975
  - 1r al Campionat d'Espanya de ciclisme per regions de contrarellotge (amb Guipuzcoa)
  - 1r de la Volta a Astúries i vencedor de 3 etapes
  - 1r al Gran Premi Pascuas
  - Vencedor de 2 etapes a la Volta a Espanya i 1r de la classificació per punts 
  - 1r de la Volta a Còrsega i vencedor d'una etapa
  - 1r de la Classificació per punts de la Volta al País Basc
- 1976
  - Vencedor d'una etapa del Tour de França
- 1977
  - 1r de la Volta a Segòvia i vencedor d'una etapa
  - Vencedor d'una etapa de la Volta a Euskadi
  - Vencedor d'una etapa de la Setmana Catalana
  - Vencedor d'una etapa de la Volta a Astúries
  - Vencedor d'una etapa de la Vuelta a los Puertos
- 1978
  - Vencedor d'una etapa del Tour de França
  - Vencedor d'una etapa de la Volta a Catalunya
  - Vencedor d'una etapa de la Setmana Catalana
  - 1r al Gran Premi Navarra
  - 1r al GP Villafranca de Ordizia
  - 1r al Trofeu Masferrer
- 1979
  - Vencedor d'una etapa de la Volta a Espanya
  - Vencedor d'una etapa de la Volta al País Basc
  - Vencedor d'una etapa de la Volta a Astúries
  - Vencedor d'una etapa de la Volta a València
  - 1r al G.P. Primavera
- 1980
  - Vencedor d'una etapa de la Volta a Castella
- 1981
  - Vencedor d'una etapa de la Volta a Espanya
  - Vencedor d'una etapa del Giro d'Itàlia

### Resultats a la Volta a Espanya
- 1969. 21è de la classificació general
- 1970. 7è de la classificació general. 1r de les Metes Volants
- 1971. 4t de la classificació general
- 1972. 2n de la classificació general. Vencedor de 2 etapes
- 1974. 3r de la classificació general
- 1975. 3r de la classificació general. Vencedor de 2 etapes. 1r de la classificació per punts
- 1977. 2n de la classificació general
- 1979. 11è de la classificació general. Vencedor d'una etapa
- 1980. 9è de la classificació general
- 1981. 10è de la classificació general. Vencedor d'una etapa

### Resultats al Giro d'Itàlia
- 1970. 8è de la classificació general. Vencedor d'una etapa
- 1972. 9è de la classificació general. Vencedor d'una etapa
- 1975. 9è de la classificació general
- 1976. 28è de la classificació general
- 1977. 19è de la classificació general
- 1978. Abandona
- 1980. 18è de la classificació general
- 1981. 37è de la classificació general. Vencedor d'una etapa

### Resultats al Tour de França
- 1974. 17è de la classificació general
- 1976. 34è de la classificació general. Vencedor d'una etapa
- 1978. 41è de la classificació general. Vencedor d'una etapa